# Mouzon, Charente

Mouzon este o comună în departamentul Charente, Franța. În 1 ianuarie 2022 avea o populație de 140 de locuitori.